# Willy Meerwald (Beamter)

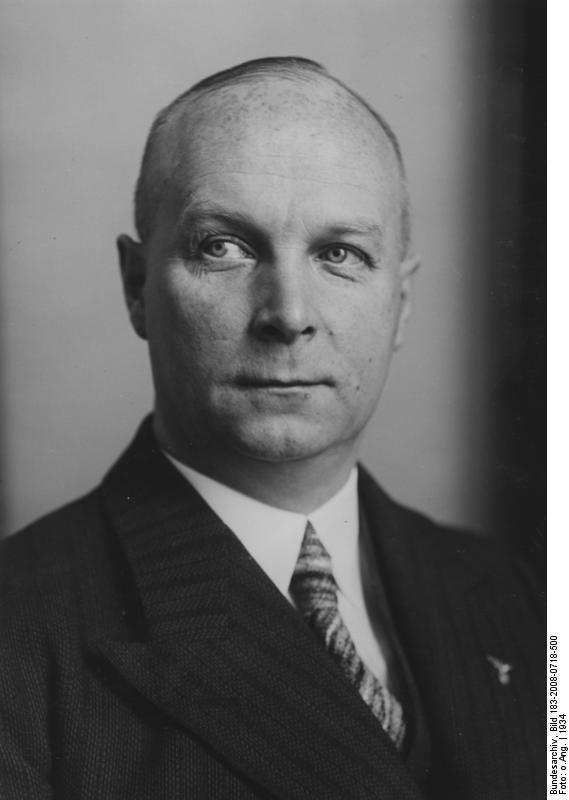
Willy Meerwald, Porträt anlässlich seiner Ernennung zum Oberregierungsrat (1934)

Willy Paul Franz Ernst Meerwald (* 4. September 1888 in Berlin; † 1. März 1960 in Bayerisch Gmain) war ein deutscher Jurist und Staatsbeamter.

## Leben und Wirken

### Kaiserreich und Weimarer Republik
Meerwald stammte aus einfachen Verhältnissen. Er war der Sohn des Kaufmanns Ernst Meerwald und seiner Ehefrau Helene, geborene Kaehler. Nach dem Besuch der Vorschule des Gymnasiums zu Steglitz (1895–1898) und der Oberrealschule in Steglitz (1898 bis 1907) studierte Meerwald von 1907 bis 1913 Rechtswissenschaften an der Universität Berlin, wo er 1914 zum Dr. jur. promovierte. Auf das Staatsexamen verzichtete er nach einem gescheiterten Anlauf, zumal er auch nicht über die finanziellen Mittel für den juristischen Vorbereitungsdienst verfügte. Stattdessen trat er in den Staatsdienst ein: Seinen Vorbereitungsdienst leistete er ab April 1914 als Hilfsarbeiter im Statistischen Reichsamt, wo er mit Wirkung vom 1. Oktober 1918 den Rang eines Regierungssekretärs erhielt.
Von 1915 bis 1918 nahm Meerwald als Armierungssoldat am Ersten Weltkrieg teil, in dem er das Eiserne Kreuz 2. Klasse erhielt. Seit April 1920 war Meerwald im Reichsministerium des Innern tätig, wo er um 1920 die Verwaltungsprüfung ablegte. Von 1920 bis 1924 versah er dort Bürotätigkeiten, bevor er von 1924 bis 1933 in der wissenschaftlichen Bibliothek des Ministeriums tätig war, die er ab 1928 leitete. Politisch neigte er in der Zeit der Weimarer Republik der Deutschnationalen Volkspartei (DNVP) zu, die er nach eigenen Angaben vor 1933 immer wählte.

### Zeit des Nationalsozialismus

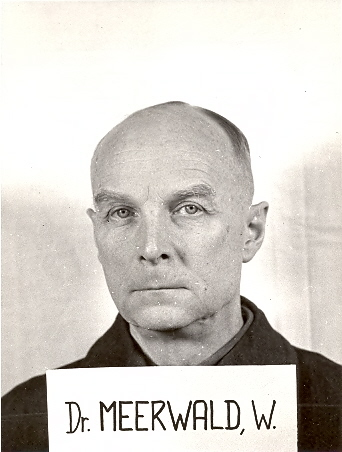
Willy Meerwald als Zeuge bei den Nürnberger Prozessen

Aufgrund einer von ihm herausgegebenen Bibliographie zum Verfassungsrecht war Meerwald mit Hans Heinrich Lammers bekannt. Als Lammers unmittelbar nach der Machtergreifung der Nationalsozialisten im Frühjahr 1933 zum Staatssekretär in der Reichskanzlei – und damit Leiter dieser Behörde – ernannt wurde, berief er Meerwald deshalb mit Versetzungsdatum vom 23. Februar 1933 in die Reichskanzlei.
In der Reichskanzlei leitete Meerwald unter der Bezeichnung eines „persönlichen Referenten“ des neuen Reichskanzlers Adolf Hitler und des Staatssekretärs das gemeinsame Vorzimmer von Reichskanzler und Staatssekretär. Er selbst gab später an, der Titel eines persönlichen Referenten – den er bis 1938 beibehielt – sei „völlig inhaltslos“ gewesen, da Hitler für seine persönlichen Angelegenheiten seinen Privatsekretär und seine Adjutantur sowie den Verbindungsstab der NSDAP eingesetzt habe. Seine, Meerwalds Aufgabe sei vor allem die Bearbeitung der Empfänge beim Reichskanzler und beim Staatssekretär sowie die Bearbeitung von Eingaben von Privatpersonen und Vereinen o. ä. an den Reichskanzler bzw. von an den Staatssekretär persönlich gerichteten Schreiben gewesen. Diese Angaben findet sich bei Rebentisch bestätigt, der in seiner Studie zur Verwaltung im Führerstaat feststellt, dass Meerwald trotz seiner Stellung „offenbar“ nicht „in näheren Beziehungen zu Hitler stand“: Der Titel eines „persönlichen Referenten des Reichskanzlers“ besagte nach Rebentischs Auffassung lediglich, dass Meerwald diejenigen Aufgaben bearbeitet habe, die Hitlers Person betrafen, so die Regelung von Empfängen von Personen außerhalb der NSDAP, der Einholung von Unterschriften unter seinen Fotos für verdiente In- und Ausländer und die Erledigung von Haushalts- und Bürogeschäften ohne größere politische Bedeutung. Offiziell hatte Meerwalds Ressort zu dieser Zeit im Geschäftsverteilungsplan die Bezeichnung einer Abteilung A („Persönliche Angelegenheiten des Führers und Reichskanzlers, Repräsentation, Empfänge, Presse“), die außerdem für die nicht verzeichneten Angelegenheiten des Sports und der Olympischen Spiele zuständig war.
Als Beamter wurde Meerwald in der NS-Zeit nacheinander zum Oberregierungsrat (1934), Ministerialrat (1935), Ministerialdirigenten (1936) und schließlich zum Ministerialdirektor (1937) befördert. Zum 1. März 1933 trat er zudem der NSDAP (Mitgliedsnummer 1.552.922) und Herbst 1933 der SS bei (SS-Nummer 113.656). In der SS erreichte er 1942 den Ehrenrang eines SS-Brigadeführers. Rebentisch konnte allerdings einen in unverdächtigem Zusammenhang verfassten Brief eines Kollegen von Meerwald ausfindig machen, in dem es heißt, dass die Beförderung „entgegen seinen [Meerwalds] Wunsch und Willen und ohne sein Zutun“ erfolgt sei.
Als nach dem Tod des Reichspräsidenten Paul von Hindenburg Hitler 1934 auch Staatsoberhaupt wurde, wurde die sogenannte Präsidialkanzlei des Führers geschaffen, die zusammen mit der Kanzlei des Führers und der Adjutantur Hitlers bis Anfang 1936 nahezu alle bisher von Meerwald ausgeübten Aufgaben übernahm, so dass dessen Arbeitsgebiet bis Anfang 1936 völlig ausgehöhlt war. Nach einer Neuorganisation der Aufgaben in der Reichskanzlei erhielt Meerwald deshalb im April 1936 die Leitung einer Abteilung der Reichskanzlei mit den Arbeitsgebieten „Angelegenheiten des Reichstags“, „Propagandaministerium“, „Erziehungsministerium“, „Waffenrecht“, „Gesundheitswessen“, „Deutsches Rotes Kreuz“, „Sport“, „Unterstützungen und Büchereiwesen“, „Auswärtiges Amt“, „Fremdenverkehr“ und „Ausländische Presse“. Die drei zuletzt letztgenannten Gebiete wurden später von einer anderen Abteilung übernommen. Meerwald erhielt an ihrer Stelle zusätzlich zu den verbliebenen Arbeitsgebieten die Hausverwaltung der Reichskanzlei sowie die Bearbeitung der Personalsachen von Beamten, Angestellten und Arbeitern der Reichskanzlei. Die letzten Kriegstage verbrachte Meerwald in der Reichskanzlei Dienststelle Berchtesgaden und wurde am 28. April 1945 von Lammers schriftlich „bis auf Widerruf“ beurlaubt.

### Nachkriegszeit
Kurz nach Ende des Zweiten Weltkriegs wurde Meerwald von den Alliierten verhaftet und im Rahmen der Nürnberger Prozesse als Zeuge – insbesondere in Hinblick auf die Tätigkeit der Reichskanzlei und die Person Lammers – vernommen. Um 1948 kam er wieder in Freiheit.
Der Historiker Hans-Adolf Jacobsen resümierte die Laufbahn Meerwalds und die seines Kollegen Hermann von Stutterheim mit der Charakterisierung, diese seien „Beamte preußischer Prägung [gewesen]. Ungeachtet der Staatsform und der innerpolitischen Umwälzung erfüllten sie ganz einfach ihre Pflicht“.

## Beförderungen
Im Staatsdienst:
- Regierungssekretär: 1. Oktober 1918
- Oberregierungssekretär: 1922
- Regierungsinspektor: 1924
- Regierungsoberinspektor: 1929
- Regierungsrat: Februar 1933
- Oberregierungsrat: 1934
- Ministerialrat: 1935
- Ministerialdirigent: April 1936
- Ministerialdirektor: 16. Dezember 1937

In der SS:
- 29. September 1933: SS-Untersturmführer
- März 1934: SS-Obersturmführer
- 20. April 1941: SS-Oberführer
- 9. November 1942: SS-Brigadeführer

## Schriften
- Die Simulation bei familienrechtlichen Verträgen nach deutschem bürgerlichem Recht. 1914 (Diss. jur.)
- Schrifttum des geltenden Verfassungsrechts des Reichs und der Länder einschliesslich der Freien Stadt Danzig. 1929
- Hier arbeitet der Führer des Reiches, in Völkischer Beobachter, Nr. 233, 21. August 1934